# Bayernwald

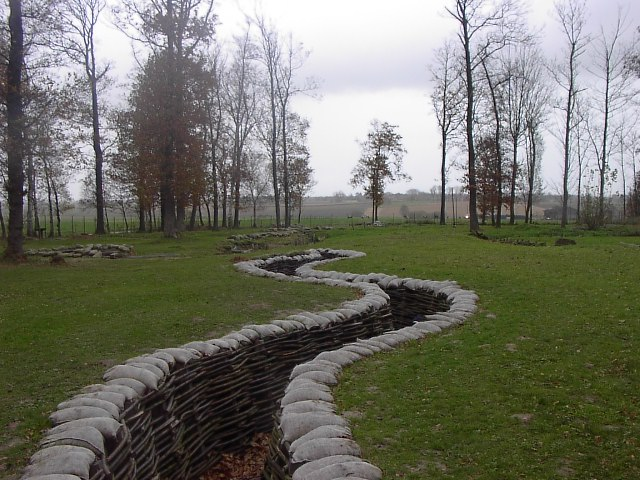
Rekonstruierter Laufgraben in der Stellung Bayernwald

Bayernwald war während des Ersten Weltkriegs eine von 1914 bis 1917 bestehende militärische Stellung nördlich von Wijtschate (frühere Bezeichnung: Wytschaete) an der Westfront in Westflandern (Belgien). Die Stellung wurde von deutschen Truppen errichtet. Im Jahr 2004 wurde ein Teil der Stellung rekonstruiert und ist seither zu besichtigen.

## Lage

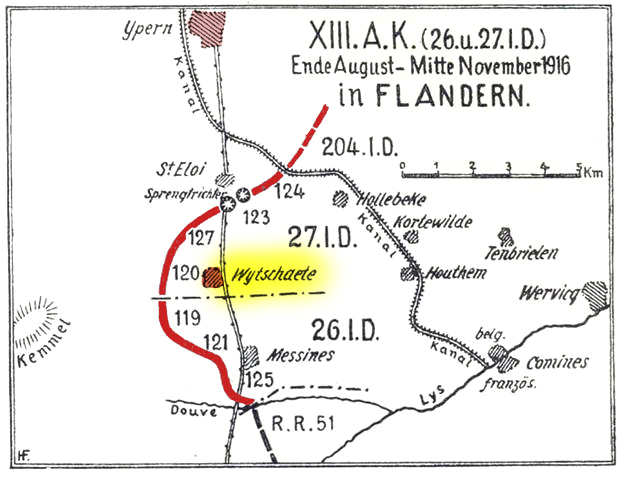
Wytschaete-Bogen, 1916

Die Stellung befand sich etwa in der Mitte der rund 15 km langen Frontausbuchtung des Wytschaete-Bogens, an den sich nördlich der Ypernbogen anschloss. Sie lag auf einer kleinen Erhebung von 40 Meter über dem Meeresniveau, von dem das feindliche Gebiet zu überblicken war. Das Areal der früheren Stellung befand sich in einem kleinen Wald mit der Bezeichnung Croonaertbos, der etwa zwei Kilometer vom südlich liegenden Wijtschate entfernt lag.

## Geschichte
Die Erhebung wurde bei der Ersten Flandernschlacht 1914 nach heftigen Kämpfen zwischen französischen und deutschen Truppen eingenommen. Die Deutschen bauten die Stellung während des vierjährigen Grabenkriegs mit Schützen- und Laufgräben sowie 10 Bunkern aus, die im Inneren eine Höhe von nur 1,2 Meter hatten. Benannt ist sie von den dort liegenden bayerischen Einheiten nach ihrem Heerführer in der Ersten Flandernschlacht Rupprecht von Bayern.

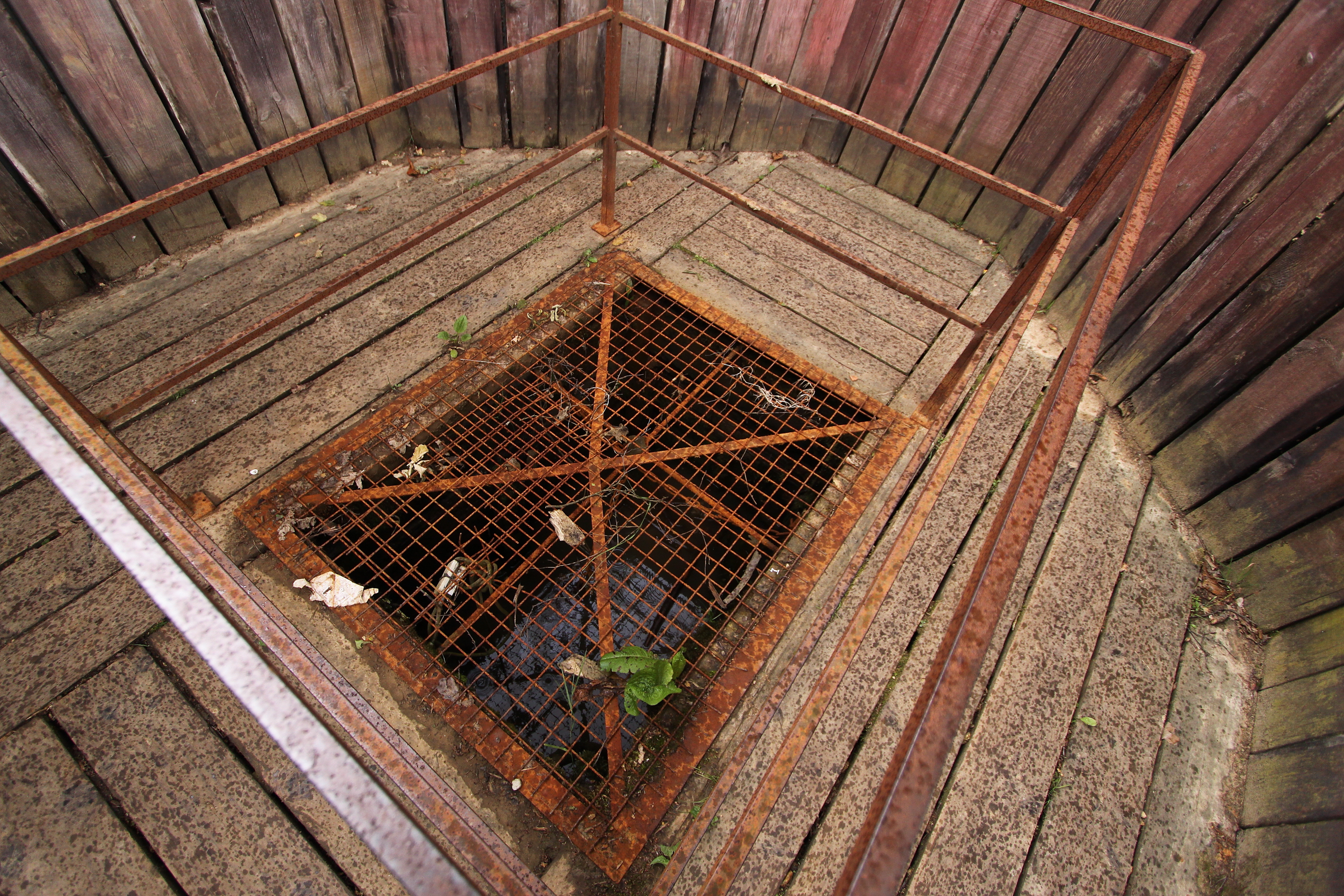
Früherer Minenhörschacht im Minenkrieg

Im Umfeld der Stellung entwickelten sich durch die dort liegenden deutschen und britischen Einheiten ausgedehnte Bergbauaktivitäten. Da die Briten in Richtung der deutschen Linien unterirdisch Schächte für Minenexplosionen vorantrieben, wurden in der Stellung Bayernwald rund 20 Meter tiefe Schallschächte zum Abhören ausgehoben. 
Während der Dritten Flandernschlacht kam es bei der Schlacht am Wytschaete-Bogen zu verheerenden Minensprengungen entlang des Wytschaete-Bogens. Die Explosion von 19 Minen, mit insgesamt rund 400 Tonnen Sprengstoff, den die Briten am 7. Juni 1917 zündeten, war die bisher größte und lauteste konventionelle Explosion der Menschheitsgeschichte. Fast 10.000 deutsche Soldaten wurden dabei innerhalb von Sekunden getötet. Die Stellung Bayernwald war nicht direkt betroffen, sondern die Güntherstellung etwa 800 Meter südwestlich mit drei Minenexplosionen von insgesamt 30.200 kg Ammonal. Die inzwischen mit Wasser gefüllten Sprengkrater sind heute noch sichtbar. Nach den Minenexplosionen überrannten alliierte Truppen auch die Stellung Bayernwald. Der bei dem Vorstoß erlangte Geländegewinn betrug nur wenige Kilometer.

## Restaurierung

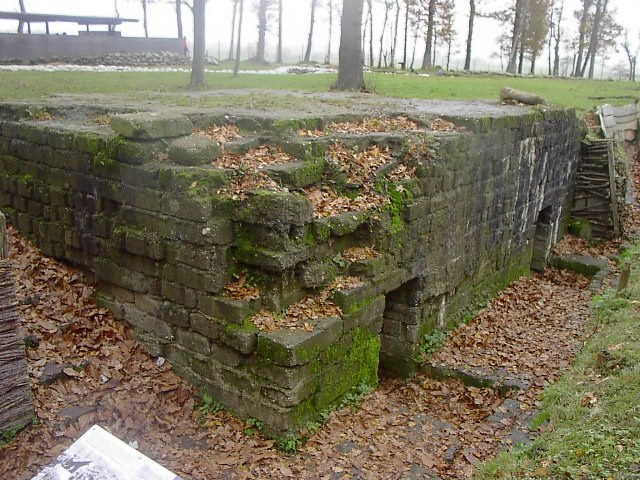
Bunker der Stellung

Von den Bunkern sind vier Bauten erhalten geblieben. Die restlichen wurden nach dem Ersten Weltkrieg zur Weiterverwendung ihres Steinmaterials abgetragen.
Ab 2003 erfolgte eine Restaurierung der Stellung auf der Basis von archäologischen Untersuchungen durch die Gemeinde Heuvelland in Kooperation mit dem gemeinnützigen Verein „ABAF“ (Vereinigung für Schlachtfeldarchäologie in Flandern). Die Kosten betrugen etwa 40.000 Euro. An der feierlichen Eröffnung 2004 nahmen unter anderem der britische und der deutsche Botschafter in Belgien sowie Prinz Wolfgang von Bayern teil. Die restaurierte Stellung ist in Flandern einmalig, da zu ihr ein Grabensystem, Minenhörschächte und Bunker gehören.